# Mistrzostwa Świata w Lekkoatletyce 2013 – trójskok mężczyzn
Trójskok mężczyzn – jedna z konkurencji rozgrywanych podczas lekkoatletycznych mistrzostw świata na Łużnikach w Moskwie.
Obrońcą tytułu mistrzowskiego z 2011 roku był Amerykanin Christian Taylor.

## Terminarz
| Data        | Godzina |            |
| ----------- | ------- | ---------- |
| 16 sierpnia | 10:00   | Eliminacje |
| 18 sierpnia | 16:45   | Finał      |

## Rekordy
Tabela prezentuje rekord świata, rekordy poszczególnych kontynentów, mistrzostw świata, a także najlepszy rezultat na świecie w sezonie 2013 przed rozpoczęciem mistrzostw.
|                                                | Zawodnik         | Wynik | Miejsce     | Data                      |
| ---------------------------------------------- | ---------------- | ----- | ----------- | ------------------------- |
| Rekord świata                                  | Jonathan Edwards | 18,29 | Göteborg    | 7 sierpnia 1995(dts)      |
| Listy światowe                                 | Pedro Pichardo   | 17,69 | Hawana      | 4 czerwca 2013(dts)       |
| Rekord mistrzostw świata                       | Jonathan Edwards | 18,29 | Göteborg    | 7 sierpnia 1995(dts)      |
| Rekord Afryki                                  | Tarik Bouguetaïb | 17,37 | Al-Chamisat | 14 lipca 2007(dts)        |
| Rekord Azji                                    | Li Yanxi         | 17,59 | Jinan       | 26 października 2009(dts) |
| Rekord Ameryki Północnej, Środkowej i Karaibów | Kenny Harrison   | 18,09 | Atlanta     | 27 lipca 1996(dts)        |
| Rekord Ameryki Południowej                     | Jadel Gregório   | 17,90 | Belém       | 20 maja 2007(dts)         |
| Rekord Europy                                  | Jonathan Edwards | 18,29 | Göteborg    | 7 sierpnia 1995(dts)      |
| Rekord Australii i Oceanii                     | Ken Lorraway     | 17,46 | Londyn      | 7 sierpnia 1982(dts)      |

## Minima kwalifikacyjne
Aby zakwalifikować się do mistrzostw, należało wypełnić minimum kwalifikacyjne. Każdy komitet narodowy mógł zgłosić maksymalnie trzech zawodników do startu w tej konkurencji. Jeden z nich mógł mieć spełnione minimum B, pozostali musieli wypełnić warunek A.
| Minimum A | Minimum B |
| --------- | --------- |
| 17,20 m   | 16,85 m   |

## Rezultaty

### Eliminacje
| Poz. | Grupa | Zawodnik                  | Reprezentacja            | Próby | Próby | Próby | Wynik | Uwagi |
| Poz. | Grupa | Zawodnik                  | Reprezentacja            | 1     | 2     | 3     | Wynik | Uwagi |
| ---- | ----- | ------------------------- | ------------------------ | ----- | ----- | ----- | ----- | ----- |
| 1.   | A     | Teddy Tamgho              | Francja                  | x     | 17,41 |       | 17,41 | Q     |
| 2.   | B     | Yoann Rapinier            | Francja                  | 16,79 | 17,39 |       | 17,39 | Q     |
| 3.   | B     | Christian Taylor          | Stany Zjednoczone        | 17,36 |       |       | 17,36 | Q     |
| 4.   | A     | Will Claye                | Stany Zjednoczone        | 16,81 | 17,08 |       | 17,08 | Q     |
| 5.   | B     | Pedro Pichardo            | Kuba                     | 17,06 |       |       | 17,06 | Q     |
| 6.   | A     | Dong Bin                  | Chińska Republika Ludowa | x     | x     | 16,98 | 16,98 | q     |
| 7.   | A     | Marian Oprea              | Rumunia                  | 16,91 | x     | x     | 16,91 | q     |
| 8.   | B     | Samyr Lainé               | Haiti                    | 16,87 | 16,54 | –     | 16,87 | q     |
| 9.   | B     | Fabrizio Schembri         | Włochy                   | 16,57 | 16,83 | –     | 16,83 | q     |
| 10.  | B     | Aleksiej Fiodorow         | Rosja                    | x     | 15,98 | 16,83 | 16,83 | q     |
| 11.  | B     | Dimitris Tsiamis          | Grecja                   | 16,69 | 16,06 | 16,47 | 16,69 | q     |
| 12.  | A     | Gaëtan Saku Bafuanga Baya | Francja                  | 16,63 | 16,37 | 15,91 | 16,63 | q     |
| 13.  | A     | Renjith Maheśwary         | Indie                    | 16,08 | 16,63 | 16,28 | 16,63 |       |
| 14.  | B     | Wiktor Kuzniecow          | Ukraina                  | 16,50 | 16,60 | x     | 16,60 |       |
| 15.  | A     | Fabrizio Donato           | Włochy                   | x     | 16,20 | 16,53 | 16,53 |       |
| 16.  | A     | Jefferson Sabino          | Brazylia                 | x     | 16,49 | 16,05 | 16,49 |       |
| 17.  | B     | Roman Walijew             | Kazachstan               | 16,34 | 16,43 | 15,97 | 16,43 |       |
| 18.  | B     | Omar Craddock             | Stany Zjednoczone        | 14,91 | 16,18 | 16,40 | 16,40 |       |
| 19.  | A     | Złatozar Atanasow         | Bułgaria                 | 16,16 | 16,04 | 16,21 | 16,21 |       |
| 20.  | B     | Jonathan Drack            | Mauritius                | x     | 14,89 | 15,54 | 15,54 |       |
| 21 ! | A     | Daniele Greco             | Włochy                   |       |       |       | NM    |       |
| 22 ! | A     | Tosin Oke                 | Nigeria                  |       |       |       | DNS   |       |

### Finał
| Poz. | Zawodnik                  | Reprezentacja            | Próby | Próby | Próby | Próby | Próby | Próby | Wynik | Uwagi   |
| Poz. | Zawodnik                  | Reprezentacja            | 1     | 2     | 3     | 4     | 5     | 6     | Wynik | Uwagi   |
| ---- | ------------------------- | ------------------------ | ----- | ----- | ----- | ----- | ----- | ----- | ----- | ------- |
| 01 ! | Teddy Tamgho              | Francja                  | 17,65 | x     | x     | 17,68 | x     | 18,04 | 18,04 | WL · NR |
| 02 ! | Pedro Pichardo            | Kuba                     | 17,38 | 17,68 | x     | 17,22 | 17,52 | 16,98 | 17,68 |         |
| 03 ! | Will Claye                | Stany Zjednoczone        | 17,19 | 17,33 | 17,52 | 17,38 | 16,94 | 17,46 | 17,52 | SB      |
| 4.   | Christian Taylor          | Stany Zjednoczone        | 16,99 | x     | 16,49 | 16,69 | 17,13 | 17,20 | 17,20 |         |
| 5.   | Aleksiej Fiodorow         | Rosja                    | 16,43 | 16,90 | x     | 16,79 | x     | 16,42 | 16,90 |         |
| 6.   | Marian Oprea              | Rumunia                  | 16,82 | x     | 16,59 | x     | x     | x     | 16,82 |         |
| 7.   | Gaëtan Saku Bafuanga Baya | Francja                  | 16,64 | 16,79 | 15,97 | 16,70 | 16,64 | 16,24 | 16,79 |         |
| 8.   | Fabrizio Schembri         | Włochy                   | x     | 16,61 | 16,74 | x     | 16,00 | x     | 16,74 |         |
| 9.   | Dong Bin                  | Chińska Republika Ludowa | x     | 16,65 | 16,73 |       |       |       | 16,73 |         |
| 10.  | Dimitris Tsiamis          | Grecja                   | 16,66 | x     | 16,38 |       |       |       | 16,66 |         |
| 11.  | Samyr Lainé               | Haiti                    | x     | 16,09 | x     |       |       |       | 16,09 |         |
| 12.  | Yoann Rapinier            | Francja                  | 13,98 | x     | 15,17 |       |       |       | 15,17 |         |